# Cryptotriton
Genre
Cryptotriton  est un genre d'urodèles de la famille des Plethodontidae.

## Répartition
Les sept espèces de ce genre se rencontrent de l'État d'Oaxaca au Mexique jusqu'au Honduras.

## Liste d'espèces
Selon Amphibian Species of the World (16 septembre 2015) :
- Cryptotriton alvarezdeltoroi (Papenfuss & Wake, 1987)
- Cryptotriton monzoni (Campbell & Smith, 1998)
- Cryptotriton nasalis (Dunn, 1924)
- Cryptotriton necopinus McCranie & Rovito, 2014
- Cryptotriton sierraminensis Vásquez-Almazán, Rovito, Good & Wake, 2009
- Cryptotriton veraepacis (Lynch & Wake, 1978)
- Cryptotriton xucaneborum Rovito, Vázquez-Almazán, Papenfuss, Parra-Olea & Wake, 2015

## Étymologie
Le nom du genre Cryptotriton vient du grec kryptós, caché ou dissimulé,  et du grec Trítôn, la salamandre, le triton, en référence au fait que ces espèces ont un caractère cryptique.

## Publication originale
- García-París & Wake, 2000 : Molecular phylogenetic analysis of relationships of the tropical salamander genera Oedipina and Nototriton, with descriptions of a new genus and three new species. Copeia, vol. 2000, no 1, p. 42-70 (texte intégral).